# Lilian Hicks

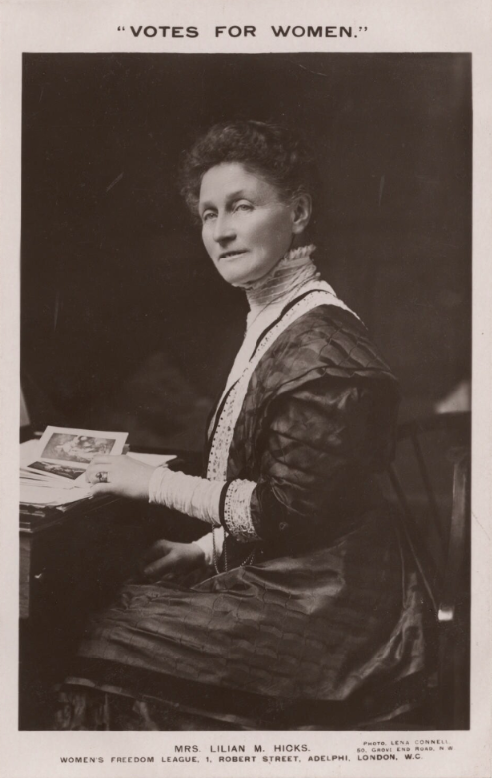
Lilian Hicks, Aufnahme von Lena Connell für die Women’s Freedom League, 1908/1909

Lilian Martha Hicks, geborene Schmith (* 1853 in Colchester, Essex; † 1924), war eine englisch-britische Suffragette und Aktivistin für das Wahlrecht von Landarbeitern.

## Leben
Hicks wurde als Tochter von Edward und Thirza Smith geboren. In einem Interview mit The Vote, der Zeitschrift der Women’s Freedom League, aus dem Jahr 1910 sagte Lilian, ihr Vater habe „sehr an die Fähigkeiten von Frauen geglaubt und seine beiden Töchter dazu erzogen, ihre eigenen Angelegenheiten zu regeln und sich auf ihr eigenes Urteilsvermögen zu verlassen, genauso sorgfältig und gründlich wie er seine Söhne erzogen hat“.
Sie heiratete 1873 in Colchester den Landwirt Charles Thompson Hicks. Das Ehepaar lebte in Great Holland Hall, in der Nähe von Frinton-on-Sea, wo 1877 ihre Tochter Amy geboren, die ebenfalls Suffragette wurde. Hicks bekam eine weitere Tochter, Beatrice, und einen Sohn, Charles.
Hicks und ihr Mann setzte sich für die Landarbeiter ein, denen im 19. Jahrhundert wegen Besitzlosigkeit das Wahlrecht unabhängig vom Geschlecht verweigert wurde. Die Kampagne hatte Erfolg, als der Representation of the People Act 1884 in Kraft trat, der männlichen Landarbeitern das Wahlrecht gewährte.
Hicks setzte sich in mehreren Organisationen für das Frauenwahlrecht ein. Sie hatte sich schon als junges Mädchen für das Frauenwahlrecht engagiert.
1902 waren sie und ihre Tochter Amy Mitglieder der Central Society for Women’s Suffrage und nahmen an Veranstaltungen für zivilen Ungehorsam von Frauen teil, die sich für das Frauenwahlrecht einsetzten. 1906 schlossen sich Mutter und Tochter der militanteren Women’s Social and Political Union (WSPU) an, doch schon 1907 waren beide in der Women’s Freedom League (WFL), die sich wegen des autoritären Führungsstils der Pankhursts von der WSPU abgespalten hatte. Etwa 1909 veröffentlichte die WFL eine Postkarte mit einem Foto von Hicks, das von Lena Connell aufgenommen worden war.
Sie und ihre Mutter wurden bei der Suffragetten-Demonstration in London am sogenannten Schwarzen Freitag, dem 18. November 1910, verhaftet. 300 Frauen marschierten zum Parlamentsgebäude. Auf dem Parliament Square kam es zu Zusammenstößen zwischen den Demonstrantinnen und der Polizei, wobei Suffragetten verhaftet wurden, darunter auch Hicks und ihre Tochter. Nach diesem Ereignis schlossen sich beide wieder der militanteren WSPU an.
Im Jahr 1913 war Hicks Sekretärin der Hampstead United Suffragists. Hicks war Mitglied der Women's Tax Resistance League, die sich weigerte, Steuern an eine Regierung zu zahlen, die sie nicht wählen dürfte. Steuerverweigerung war auch eine Politik der WFL.
Als die Tochter Anfang der 1920er nach Runsell Green in Danbury zog, lebte Hicks dort. Hicks starb im Jahr 1924.